# 輝ける日々
「輝ける日々」（かがやけるひび、原題：These Are The Days Of Our Lives）は、イギリスのロックバンド、クイーンが1991年に発表した曲である。アルバム「イニュエンドウ」に収録。イギリス盤と日本盤は「ボヘミアン・ラプソディ」の両A面として収録されている。
作曲者と作詞者のクレジットはクイーンとなっているが、後年のインタビューでドラマーのロジャー・テイラー作であることがわかっている。

## プロモーションビデオ
エイズと闘病し、1991年に死去したフレディ・マーキュリーが生前最後にプロモーションビデオに出演した曲であり、彼の最晩年の姿が確認できる。映像はモノクロ処理だが、これは化粧をしてもなおフレディの衰弱の様子が分かってしまう為にモノクロ化をしたという説がある。ちなみにYouTubeなどでは撮影の様子がカラーで見る事ができる。
プロモーションビデオには、アニメーションがついているバージョンとついていないバージョンの2つのタイプがある。当初は前者でビデオの製作を統一するつもりであったが、フレディの強い意向により、2パターン作られた。
このプロモーションビデオではロジャーがパーカッションを演奏する姿が見えるが、実際に演奏しているのはロジャーではなく、プロデューサーのデヴィッド・リチャーズである。
また、ブライアン・メイはプロモーションのため他の3人とは別撮りでこのPVに参加している。

## ライブでの演奏
クイーンの正規メンバーでは演奏されたことはないが、1992年に行われたフレディ・マーキュリー追悼コンサートでは、ヴォーカルにジョージ・マイケルとリサ・スタンスフィールドを迎えて演奏された。
「クイーン+ポール・ロジャース」のツアーでは、ドラムを自動演奏にした上でロジャーがヴォーカルを務めた。そのステージでは、クイーンの初来日時の映像がスクリーンに映し出された。また、「クイーン+アダム・ランバート」としてのライブでもロジャーがヴォーカルを務めて歌われている。

## 収録曲

### アメリカ盤
1. 輝ける日々 - These Are The Days Of Our Lives (Queen)
2. ビジュウ - Bijou (Queen)

### イギリス盤・日本盤
1. ボヘミアン・ラプソディ - Bohemian Rhapsody (Mercury)
2. 輝ける日々 - These Are The Days Of Our Lives (Queen)

## 担当
- フレディ・マーキュリー - リードヴォーカル、コーラス、キーボード
- ブライアン・メイ - エレクトリック・ギター
- ロジャー・テイラー - ドラムス、キーボード
- ジョン・ディーコン - ベース・ギター
- デヴィッド・リチャーズ（英語版） - キーボード、プログラミング、ボンゴ、パーカッション